# Kristóf Rasovszky
Kristóf Rasovszky (Veszprém, 27 marzo 1997) è un nuotatore ungherese.

## Carriera
Vincitore di due medaglie d'oro ed una d'argento ai campionati mondiali di nuoto 2017, rispettivamente nella 5 chilometri, nella 25 chilometri e nella 10 chilometri.
Ha rappresentato la Ungheria ai Giochi olimpici di Rio de Janeiro 2016 e a quelli di Tokyo 2020, conquistando in quest'ultima manifestazione la medaglia d'argento nella 10 chilometri. Ai mondiali di Gwangju 2019 ha guadagnato l'oro nella 5 km, terminando avanti al francese Logan Fontaine e al canadese Eric Hedlin, mentre a Doha 2024 è salito sul gradino più alto del podio nei 10 km. Agli europei di Belgrado dello stesso anno vince la medaglia d'oro nella 5 km a squadre, mentre alle successive Olimpiadi di Parigi si aggiudica la 10 km. Nel 2025 vince tre medaglie d'oro, nei 10 km, nella neonata knockout sprint e nella staffetta, agli europei di Cittavecchia.

## Palmarès
- Giochi olimpici

Tokyo 2020: argento nei 10 km.
Parigi 2024: oro nei 10 km.
- Mondiali

Gwangju 2019: oro nella 5 km.
Budapest 2022: argento nella 6 km a squadre.
Fukuoka 2023: argento nei 10 km e nella 6 km a squadre.
Doha 2024: oro nei 10 km, bronzo nella 6 km a squadre.
Singapore 2025: bronzo nella 6 km a squadre.
- Europei

Glasgow 2018: oro nella 5 km e nella 25 km, argento nei 10 km.
Budapest 2020: bronzo nella 5 km a squadre.
Roma 2022: argento nella 5 km a squadre.
Belgrado 2024: oro nella 5 km a squadre.
Cittavecchia 2025: oro nei 10 km, nella knockout sprint e nella 6 km a squadre, bronzo nella 5 km.

### Altre competizioni
- Vincitore della Coppa del Mondo di nuoto di fondo nel 2019, nel 2021, nel 2022 e nel 2023.
- Vincitore della Coppa LEN nel 2017 e nel 2018.

## Riconoscimenti
- LEN Award: 2018, 2019, 2024
- Atleta dell'anno World Aquatics: 2019, 2024
- Open Water Swimmer of the Year: 2018